# Moschee (Langon)

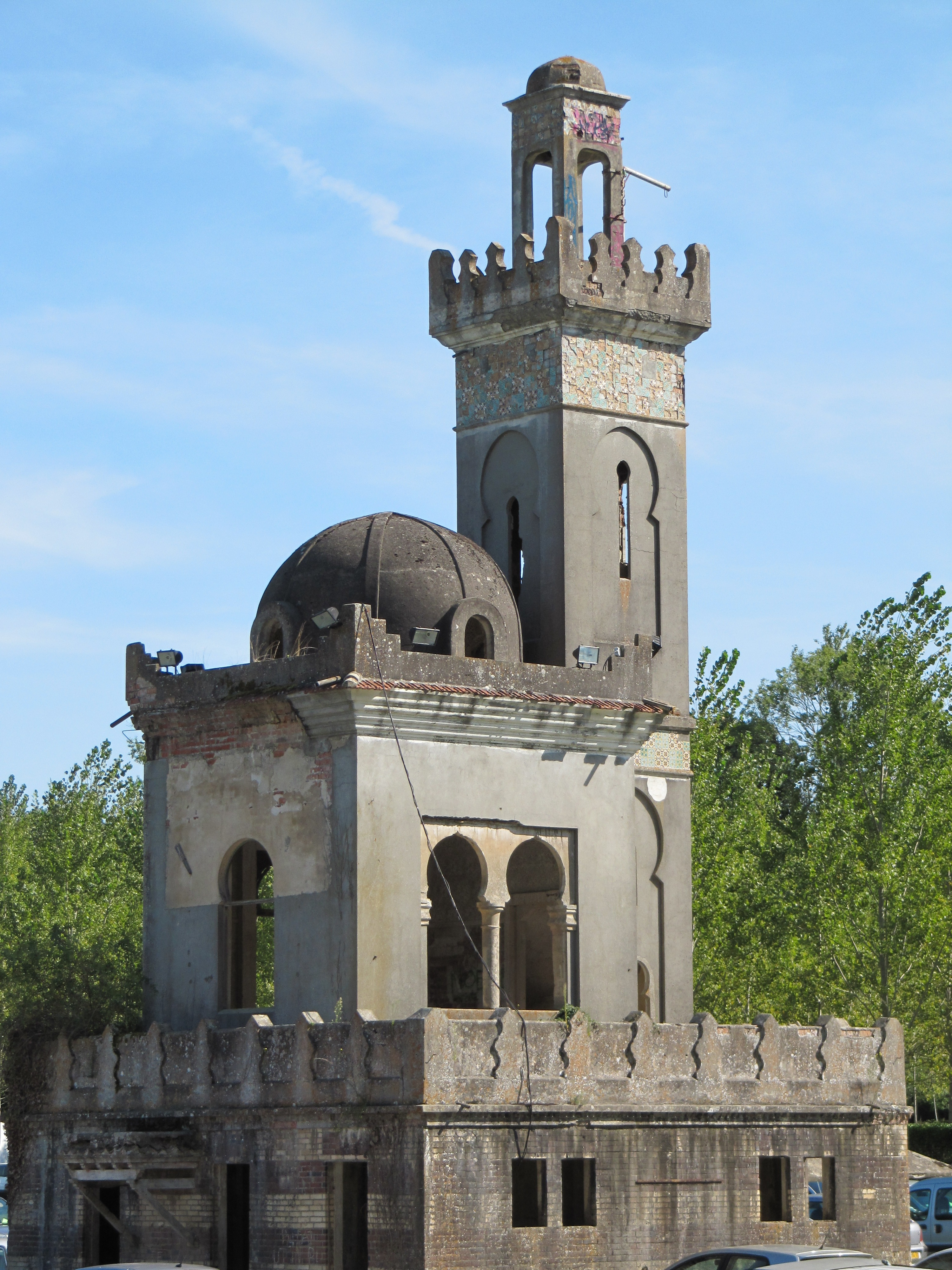
Moschee in Langon

Die so genannte Moschee – auch als Tour Mauresque bekannt – in Langon, einer Stadt im Département Gironde in der Region Nouvelle-Aquitaine, wurde 1904 als Folly in einer Pferderennbahn errichtet. Die Moschee steht im Parc des Vergers, der auf dem Gelände der ehemaligen Pferderennbahn angelegt wurde.
Vom Minarett der Moschee, die nie als Gebetshaus genutzt wurde, soll das Startsignal für die Pferderennen gegeben worden sein.